# Bassa Normandia
La Bassa Normandia (in francese: Basse-Normandie) era una regione amministrativa francese.
Dal 1º gennaio 2016 è stata unita alla Alta Normandia per formare la nuova regione di Normandia.

## Geografia fisica
Era composta da 3 dipartimenti: Calvados (14), Manica (50, Manche) e Orne (61). Erano inclusi nella regione 11 arrondissement, 141 cantoni e 1.812 comuni. Il suo capoluogo è Caen; altre città importanti sono Cherbourg-Octeville, Saint-Lô e Alençon.
Il territorio della regione confinava con le regioni Alta Normandia (ora unitasi ad essa) a est, l'ex regione del Centro a sud-est, Paesi della Loira a sud e Bretagna a sud-ovest. A nord e a ovest è bagnata dal Canale della Manica.